# Gerrie van der Klei
Gerrie van der Klei (Nieuwer-Amstel, 22 februari 1945) is een Nederlands jazz-zangeres, (musical)actrice en muzikante (klassiek gitaar).

## Familie
Van der Klei is dochter van een beeldend kunstenaar Dora van der Veen en tandarts/ pianist met een conservatoriumopleiding Justus Herman van der Klei.  
Tot haar dertiende woonde ze in Amstelveen. Daarna verhuisde ze naar Amsterdam, Prinsengracht.  De ouders waren diep geworteld in de kunsten; cliënten van haar vader betaalden dikwijls met kunstwerken en waren bestuursleden van Arti et Amicitiae. Het kunstenaarswereldje was dichtbij, moeder was zus van Gerrit van der Veen, de in de Tweede Wereldoorlog gefusilleerde kunstenaar, naar wie Amsterdam een straat hernoemde. 

## Levensloop
Ze doorliep de middelbare school aan het Gerrit van der Veen College, toen een Middelbare meisjesschool (MMS) op Hogereburgerschoolniveau (HBS) voor meisjes aan de Gerrit van der Veenstraat.   Ze had toen ze dat afrondde nog geen idee wat ze wilde worden, maar het podium dat was wel zekeren, van ballerina (ze volgde een balletopleiding) en klassiek gitariste die in het Concertgebouw zou spelen. Alhoewel ze klassiek gitaar heeft gestudeerd aan het Conservatorium van Amsterdam zou dat nooit plaatsvinden, maar wel in andere zalen.   In de jaren zeventig vormde ze met haar zus Dorine van der Klei het duo de Sissies. Met een repertoire en show ontleend aan de jaren twintig behaalden ze vele successen. Later zong ze in het jazzorkest van haar levenspartner Boy Edgar. Ze trad met hem over de hele wereld op, onder meer in Carnegie Hall in New York, voor jazz een van de belangrijkste podia ter wereld. Zij toerde ook door Amerika. Ook gaf ze les aan de Kleinkunstacademie en het Rotterdams Conservatorium. Van der Klei is in 2025, tachtig jaar oud en wonende in de Schinkelbuurt, nog steeds actief; ze vertolkt dan samen met Sanne Wallis de Vries de rol van moeder overste in de musical Sister Act.   Haar favoriete theaters zijn Koninklijk Theater Carré en DeLaMar, zowel het oude (nostalgie) als het nieuwe (comfort). 

## Theater
- 1977: Foxtrot, Annie M.G. Schmidt en Harry Bannink
- 1982: De Ballen, de eerste Nederlandse confusical, met Wim Hogenkamp en Rob Roeleveld
- 1982: Nelson Revue Alles kommt einmal wieder met Jan Mesdag, Jacques Klöters, Erik Breij en Haye van der Heyden.
- 1983: De zoon van Louis Davids, Gerben Hellinga - Jaques Klöters en Martin van Dijk - Hans Vermeulen
- 1984: Ping Ping, Annie M.G. Schmidt en Harry Bannink
- 1994: Victor Victoria
- 1994/1995: Later is te laat - Noël Coward
- 1995/1996: You're the Top, als Linda Porter Cole Porter
- 1998/1999: En nu wij!, als Lisette Maree met Willem Nijholt
- 2000/2001: 42nd Street, als Maggie Jones
- 2002/2003: Nonsens, als Moeder Overste
- 2006/2007: My Fair Lady, als Mevrouw Higgins
- 2008/2009: Purper, sinds 1980, als soliste
- 2010/2011: La Cage Aux Folles, als Jaqueline
- 2012/2013: Annie, als Miss Hannigan
- 2013: Musical Gone Mad, als soliste
- 2013/2014: Purper, als soliste naast Anouk van Nes, Mirthe Bron/Celine Purcell en Mylou Frencken
- 2014: Ladies buitenspel, als soliste naast Anouk van Nes, Mirthe Bron en Mylou Frencken
- 2015: Dames eerst, als soliste naast Anouk van Nes, Mirthe Bron en Mylou Frencken
- 2015: Spelen met Klei, ter ere van Van der Klei's 70e verjaardag, geproduceerd door Stage Entertainment en M-Lab
- 2015/2016: Vrouwen van later, naast Trudy Labij en Ingeborg Elzevier; ook reprise in 2016/2017
- 2017/2018: My Fair Lady, als alternate mevrouw Higgins
- 2019/2020: Anastasia, als grootvorstin Keizerin-Moeder Maria Feodorovna
- 2021/2022: Diana & Zonen, als Camilla
- 2023/2024: Murder on the Oriënt Express, als prinses Dragomiroff
- 2024/2025: Sister Act, als alternate Moeder Overste

## Cd's
- Oh, Lady Be Good (jazz)
- Lovers and Friends

## Films
- Soof (2013), Kunstenares
- Het rijke verdriet (2010)[7]
- 101 Dalmatiërs II: Het avontuur van Vlek in Londen (2003), als stem van Cruella De Vil
- 101 Dalmatiërs (1995), als stem van Cruella De Vil
- Flodder (1986), als buurvrouw Wijnberg
- De illusionist (1984), als zijn assistent
- 'n Akkoord (1982)

## Televisie
- 2012: Moeder, ik wil bij de Revue, als Riet Hogendoorn
- 1992: In de Vlaamsche pot, als de moeder van Patricia